# Htin Kyaw
Htin Kyaw (en birmano: ထင်ကျော်; tín (o téng) chó; n. 20 de julio de 1946) es un político, escritor y académico birmano. Fue elegido el 15 de marzo de 2016 como presidente de Myanmar, siendo el primer civil elegido desde 1962. Tomó posesión del cargo el 30 de marzo de 2016, sucediendo a Thein Sein.